# 小林洋
小林 洋（こばやし よう、1981年6月12日 - ）は、日本のロボット工学者。大阪大学大学院基礎工学研究科准教授。
穿刺支援ロボット、内視鏡手術支援ロボット、震戦抑制ロボットなどの研究を実施。生体モデリング、医用ロボットやそれらの制御技術等に関する研究に従事している。科学技術分野の文部科学大臣表彰若手科学者賞等を受賞。

## 学歴
- 2000年：聖徳学園高等学校卒業
- 2004年：早稲田大学理工学部機械工学科卒業
- 2005年：早稲田大学理工学研究科生命理工学専攻博士課程前期修了
- 2008年：早稲田大学理工学研究科生命理工学専攻博士課程後期修了

## 職歴
- 2005年 - 2007年：早稲田大学大学院理工学研究科客員研究助手
- 2007年：日本学術振興会特別研究員
- 2008年：早稲田大学生命医療工学インスティテュート客員研究助手
- 2009年：早稲田大学理工学術院助手
- 2010年 - 2011年：早稲田大学理工学術院研究院講師 (次席研究員)
- 2012年4月-2015年9月 : 早稲田大学 理工学術院　研究院准教授（主任研究員）
- 2015年10月-2016年7月 : 早稲田大学次世代ロボット研究機構　研究院准教授（主任研究員）

- 2016年 8月-現在 : 大阪大学大学院基礎工学研究科准教授

## 兼任
- 2014年10月 - 2018年3月 : JST さきがけ研究員
- 早稲田大学 次世代ロボット研究機構 招聘研究員

## 日本国外における役職
- 2010年 - 2011年（兼任）LIRMM (Montpellier, France), Visiting researcher